# 日本の法律一覧
日本の法律一覧（にほんのほうりついちらん）は、個別の記事を持つ日本国の主要な法律（憲法、法律としての効力を有する太政官布告等を含む）の分野別一覧である。法令名称の読みがな順のリストは、Category:日本の法律を参照。
個別の法律の条文は、官報、法令全書、e-Gov法令検索またはウィキソース、ウィキブックスで参照できる。
凡例
- （）内は略称、通称
- ※印は廃止（又は全部改正）された法律
- △印は施行停止中の法律及び実質的に失効している法律（効力について疑義があるものも含む）

日本の近世以前の法体系については「日本法制史」などを参照。

## 憲法・法令通則
- 日本国憲法(昭和憲法、現行憲法)
- ※大日本帝国憲法 （帝国憲法、明治憲法、旧憲法）
- 日本国憲法の改正手続に関する法律（国民投票法）
- 皇室典範
- 天皇の退位等に関する皇室典範特例法
- 国事行為の臨時代行に関する法律
- 皇室経済法
- 国旗及び国歌に関する法律（国旗国歌法）
- 元号法
- 国民の祝日に関する法律
- 法の適用に関する通則法
- ※法例 - 廃止・法の適用に関する通則法への全部改正
- 扶養義務の準拠法に関する法律
- 遺言の方式の準拠法に関する法律
- △共通法 - 実効性喪失
- 人身保護法
- 男女共同参画社会基本法
- 行政機関の保有する情報の公開に関する法律（情報公開法）
- 個人情報の保護に関する法律
- 行政機関の保有する個人情報の保護に関する法律
- 国会法
- 公職選挙法
- 政治資金規正法
- 政党助成法
- 国会議員の歳費、旅費及び手当等に関する法律（歳費法）
- 政治倫理の確立のための国会議員の資産等の公開等に関する法律
- 議院事務局法
- 議院法制局法
- 国会職員法
- 議院における証人の宣誓及び証言等に関する法律（議院証言法）
- 国籍法
- ※外国人登録法
- 旅券法
- 請願法
- ポツダム命令

## 行政法

### 行政組織
- 内閣法
- 国家公務員法
- 国家行政組織法
- 簡素で効率的な政府を実現するための行政改革の推進に関する法律
- 独立行政法人通則法
- 行政機関の職員の定員に関する法律（総定員法）
- 地方公務員法
- 厚生労働省設置法
- 文部科学省設置法

- 経済産業省設置法
- 農林水産省設置法
- 国土交通省設置法
- 環境省設置法
- 防衛省設置法
- 総務省設置法
- 財務省設置法
- 外務省設置法
- 法務省設置法
- 内閣府設置法
- デジタル庁設置法

### 地方自治
- 地方自治法
- 地方公務員法
- 地方独立行政法人法
- 住民基本台帳法
- 地方公営企業法
- 地方税法

### 財産法（財政・租税）
- 財政法
- 会計法
- 物品管理法
- 国有財産法
- 会計検査院法
- 地方財政法
- 国税通則法
- 国税徴収法
- 国税犯則取締法※
- 電子帳簿保存法
- 租税特別措置法
- たばこ税法
- 所得税法
- 法人税法
- 相続税法
- 印紙税法
- 地方税法
- 消費税法
- 酒税法
- 税理士法
- 登録免許税法
- 関税法
- 関税定率法
- 関税暫定措置法
- 財政構造改革の推進に関する特別措置法※
- 軍人及び軍属以外の者に交付された賜金国庫債券を無効とすることに関する法律※

### 行政手続・救済
- 行政手続法
- 行政代執行法
- 行政不服審査法
- 行政事件訴訟法
- 国の利害に関係のある訴訟についての法務大臣の権限等に関する法律（法務大臣権限法）
- 犯罪被害者等給付金の支給等による犯罪被害者等の支援に関する法律
- 国家賠償法
- 行政機関の保有する情報の公開に関する法律（情報公開法）
- 独立行政法人等の保有する情報の公開に関する法律
- 行政書士法
- 情報通信技術を活用した行政の推進等に関する法律
- 軍人及び軍属以外の者に交付された賜金国庫債券を無効とすることに関する法律※

### 国土開発・都市計画
- 国土調査法
- 土地基本法
- 宇宙基本法
- 土地収用法
- 国土利用計画法（国土法）
- 測量法
- 都市計画法（都計法）
- 建築基準法（建基法）
- 道路法
- 高速自動車国道法
- 河川法
- 景観法
- 旧軍港市転換法（軍転法）
- 土砂災害警戒区域等における土砂災害防止対策の推進に関する法律（土砂災害防止法）

### 警察・防衛
- 警察法
- 警察官職務執行法（警職法）
- 火薬類取締法（火取法）
- 破壊活動防止法（破防法）
- 海上保安庁法（海保法）
- 消防法
- 消防組織法
- 銃砲刀剣類所持等取締法（銃刀法）
- 道路交通法（道交法）
- 風俗営業等の規制及び業務の適正化等に関する法律（風営法、風適法）
- 出入国管理及び難民認定法（入管法、入管難民法、出管法）
- 行政代執行法
- 国家安全保障会議設置法
- 自衛隊法（隊法）
- 爆発物取締罰則（爆発物取締法、爆取）
- 国際連合平和維持活動等に対する協力に関する法律（国連PKO協力法）
- 重要影響事態に際して我が国の平和及び安全を確保するための措置に関する法律（重要影響事態法）
- 重要影響事態に際して実施する船舶検査活動に関する法律（船舶検査活動法）
- 武力攻撃事態及び存立危機事態における捕虜等の取扱いに関する法律（捕虜取扱い法）
- 海賊行為の処罰及び海賊行為への対処に関する法律（海賊対処法）
- 武力攻撃事態等における国民の保護のための措置に関する法律（国民保護法）
- 武力攻撃事態における外国軍用品等の海上輸送の規制に関する法律（海上輸送規制法）
- 国際平和共同対処事態に際して我が国が実施する諸外国の軍隊等に対する協力支援活動等に関する法律（国際平和支援法）
- 武力攻撃事態等及び存立危機事態における我が国の平和と独立並びに国及び国民の安全の確保に関する法律（事態対処法）

- 日米相互防衛援助協定等に伴う秘密保護法（秘密保護法）
- 特定秘密の保護に関する法律（特定秘密保護法）

## 教育法・文化保護
教育法令一覧も参照
- 教育基本法（教基法）
- 地方教育行政の組織及び運営に関する法律（地方教育行政法、地教行法）
- 教育公務員特例法

学校教育
- 学校教育法（学教法）
- 国立大学法人法
- 学校図書館法
- 大学の運営に関する臨時措置法※
- 放送大学学園法
- 私立学校法
- 教育職員免許法
- 教育職員免許法施行法
- 公立高等学校定時制課程職員費国庫補助法[1]
- 新たに入学する児童に対する教科用図書の給与に関する法律[2]
- 義務教育諸学校における教育の政治的中立の確保に関する臨時措置法
- 障害のある児童及び生徒のための教科用特定図書等の普及の促進等に関する法律（教科用特定図書等普及促進法）
- いじめ防止対策推進法
- 社会教育法
- 図書館法
- 博物館法
- 文化財保護法

その他
- 伝統的工芸品産業の振興に関する法律
- 宗教法人法

## 社会法

### 労働法
労働に関する法令の一覧 (日本)も参照
- 労働基準法
- 雇用の分野における男女の均等な機会及び待遇の確保等に関する法律（男女雇用機会均等法）
- 労働組合法
- 労働関係調整法（労調法）
- 最低賃金法
- 賃金の支払の確保等に関する法律
- 育児休業、介護休業等育児又は家族介護を行う労働者の福祉に関する法律（育児介護休業法）
- 職業安定法
- 職業能力開発促進法
- 労働安全衛生法
- 労働者派遣事業の適正な運営の確保及び派遣労働者の就業条件の整備等に関する法律（労働者派遣法）
- 作業環境測定法
- 社会保険労務士法

### 福祉・厚生
医事法令一覧、公衆衛生法令一覧、福祉法令一覧、化学物質関連法規の一覧も参照
- 社会福祉法
- 生活保護法
- 児童福祉法
- 児童虐待の防止等に関する法律
- 児童買春、児童ポルノに係る行為等の規制及び処罰並びに児童の保護等に関する法律（児童ポルノ規制法）
- 障害者基本法
- 障害者の日常生活及び社会生活を総合的に支援するための法律（障害者総合支援法）
- 身体障害者福祉法
- 知的障害者福祉法
- 精神保健及び精神障害者福祉に関する法律（精神保健福祉法）
- 身体障害者補助犬法
- 障害者の雇用の促進等に関する法律
- 障害を理由とする差別の解消の推進に関する法律 (障害者差別解消法)
- 健康保険法
- 介護保険法
- 福祉用具の研究開発及び普及の促進に関する法律（福祉用具法）
- 社会福祉士及び介護福祉士法
- 精神保健福祉士法
- 医療法
- 医師法
- 医薬品、医療機器等の品質、有効性及び安全性の確保等に関する法律（医薬品医療機器等法）
- 薬剤師法
- 歯科医師法
- 歯科衛生士法
- 歯科技工士法
- 保健師助産師看護師法
- 臨床検査技師等に関する法律（臨床検査技師法）
- 診療放射線技師法
- 理学療法士及び作業療法士法
- 視能訓練士法
- 臨床工学技士法
- 言語聴覚士法
- 義肢装具士法
- 救急救命士法
- あん摩マツサージ指圧師、はり師、きゆう師等に関する法律（あはき法）
- 柔道整復師法（柔整法）
- 母体保護法
- あへん法
- 麻薬及び向精神薬取締法
- 国際的な協力の下に規制薬物に係る不正行為を助長する行為等の防止を図るための麻薬及び向精神薬取締法等の特例等に関する法律 （麻薬特例法）
- 大麻取締法
- 覚醒剤取締法
- 毒物及び劇物取締法（毒劇法）
- 二十歳未満ノ者ノ飲酒ノ禁止ニ関スル法律
- 二十歳未満ノ者ノ喫煙ノ禁止ニ関スル法律
- 浄化槽法
- 建築物における衛生的環境の確保に関する法律
- 有害物質を含有する家庭用品の規制に関する法律
- 生活衛生関係営業の運営の適正化及び振興に関する法律
- 理容師法
- 美容師法
- クリーニング業法
- 食品衛生法
- 製菓衛生師法
- 食鳥処理の事業の規制及び食鳥検査に関する法律（食鳥検査法）
- 調理師法
- 栄養士法
- 食品の製造過程の管理の高度化に関する臨時措置法

### 消費者保護
- 消費者基本法（旧「消費者保護基本法」）
- 消費者契約法
- 割賦販売法
- 特定商取引に関する法律（特定商取引法、旧・訪問販売法）
- 家庭用品品質表示法（品質表示法）

## 環境法
環境法令一覧も参照
- 環境基本法
- 悪臭防止法
- 大気汚染防止法
- 水質汚濁防止法
- 土壌汚染対策法
- 騒音規制法
- 振動規制法
- 砂防法
- 湖沼水質保全特別措置法
- 農用地の土壌の汚染防止等に関する法律（農用地汚染防止法）
- 公害紛争処理法
- 公害健康被害の補償等に関する法律（公害健康被害補償法）
- 遺伝子組換え生物等の使用等の規制による生物の多様性の確保に関する法律
- 環境の保全のための意欲の増進及び環境教育の推進に関する法律
- 自然環境保全法
- 自然公園法
- 循環型社会形成推進基本法
- 資源の有効な利用の促進に関する法律（リサイクル法、資源有効利用促進法）
- スパイクタイヤ粉じんの発生の防止に関する法律（スパイクタイヤ粉じん防止法）
- 絶滅のおそれのある野生動植物の種の保存に関する法律（野生動植物保存法）
- 地球温暖化対策の推進に関する法律（地球温暖化対策推進法）
- 鳥獣の保護及び狩猟の適正化に関する法律（鳥獣保護法）
- 特定化学物質の環境への排出量の把握等及び管理の改善の促進に関する法律（化管法）
- 特定物質の規制等によるオゾン層の保護に関する法律（オゾン層保護法）
- フロン類の使用の合理化及び管理の適正化に関する法律
- 海洋汚染等及び海上災害の防止に関する法律
- 採石法
- 砂利採取法
- 森林法
- 環境影響評価法（環境アセスメント法、環境アセス法）
- 特定工場における公害防止組織の整備に関する法律
- 廃棄物の処理及び清掃に関する法律
- 公害防止事業費事業者負担法
- 人の健康に係る公害犯罪の処罰に関する法律

## 観光
- 観光立国推進基本法
- 旅行業法
- 通訳案内士法

## 裁判法
- 裁判所法
- 民事訴訟法
- 刑事訴訟法
- 裁判の迅速化に関する法律
- 民事訴訟費用等に関する法律
- 最高裁判所裁判官国民審査法
- 裁判官分限法
- 裁判官弾劾法
- 裁判事務心得 △
- 司法試験法
- 弁護士法
- 公証人法
- 司法書士法
- 執行官法
- 検察庁法
- 検察審査会法
- 裁判外紛争解決手続の利用の促進に関する法律
- 犯罪被害者等の権利利益の保護を図るための刑事手続に付随する措置に関する法律

## 民事法

### 民法
- 民法
- 電子署名及び認証業務に関する法律（電子署名法）
- 一般社団法人及び一般財団法人に関する法律
- 公益社団法人及び公益財団法人の認定等に関する法律
- 特定非営利活動促進法
- 宗教法人法
- 年齢計算ニ関スル法律
- 年齢のとなえ方に関する法律
- 不動産登記法（不登法）
- 仮登記担保契約に関する法律
- 動産及び債権の譲渡の対抗要件に関する民法の特例等に関する法律
- 利息制限法
- 供託法
- 借地借家法
- 信託法
- 失火ノ責任ニ関スル法律（失火責任法）
- 製造物責任法（PL法）
- 戸籍法
- 性同一性障害者の性別の取扱いの特例に関する法律（性同一性障害特例法）
- 遺言の方式の準拠法に関する法律
- 土地家屋調査士法
- 遺失物法
- 建物の区分所有等に関する法律
- 被災区分所有建物の再建等に関する特別措置法
- 立木ニ関スル法律
- 企業担保法
- 抵当証券法
- 出資の受入れ、預り金及び金利等の取締りに関する法律（出資法）
- 偽造カード等及び盗難カード等を用いて行われる不正な機械式預貯金払戻し等からの預貯金者の保護等に関する法律（偽造・盗難カード預金者保護法）
- 電子消費者契約及び電子承諾通知に関する民法の特例に関する法律（電子消費者契約法）
- 割賦販売法
- 特定商取引に関する法律
- 自動車損害賠償保障法
- 国家賠償法
- 任意後見契約に関する法律
- 後見登記等に関する法律

### 商法
- 商法
- 商法中署名スヘキ場合ニ関スル法律※
- 株式会社の監査等に関する商法の特例に関する法律（商法特例法）※
- 有限会社法※
- 会社法
- 有限責任事業組合契約に関する法律
- 商業登記法
- 株券等の保管及び振替に関する法律
- 手形法
- 小切手法
- 船舶の所有者等の責任の制限に関する法律（船主責任制限法）
- 船舶油濁損害賠償保障法

### 民事手続
- 民事訴訟法
- 人事訴訟法
- 家事事件手続法
- 家事審判法※
- 民事調停法
- 仲裁法
- 民事執行法
- 民事保全法
- 破産法
- 民事再生法
- 会社更生法
- 労働審判法
- 非訟事件手続法
- 民事訴訟費用等に関する法律
- 戦時民事特別法廃止法律

### その他
- 土地家屋調査士法
- 公認会計士法

## 刑事法

### 刑法
- 刑法
- ストーカー行為等の規制等に関する法律（ストーカー規制法）
- 決闘罪ニ関スル件
- 航空の危険を生じさせる行為等の処罰に関する法律（航空危険行為処罰法）
- 火炎びんの使用等の処罰に関する法律（火炎びん処罰法）
- 爆発物取締罰則
- 外国ニ於テ流通スル貨幣紙幣銀行券証券偽造変造及模造ニ関スル法律（外貨偽造法）
- 通貨及証券模造取締法
- 紙幣類似証券取締法
- 法人ノ役員処罰ニ関スル法律
- 暴力行為等処罰ニ関スル法律
- 盗犯等ノ防止及処分ニ関スル法律
- 航空機の強取等の処罰に関する法律（ハイジャック防止法）
- 人質による強要行為等の処罰に関する法律
- 売春防止法
- 不正アクセス行為の禁止等に関する法律（不正アクセス禁止法）
- 軽犯罪法
- 人の健康に係る公害犯罪の処罰に関する法律（公害罪法）
- 暴力団員による不当な行為の防止等に関する法律（暴力団対策法、暴対法）
- 組織的な犯罪の処罰及び犯罪収益の規制等に関する法律（組織的犯罪処罰法）
- 性的な姿態を撮影する行為等の処罰及び押収物に記録された性的な姿態の影像に係る電磁的記録の消去等に関する法律（性的姿態撮影等処罰法）
- 自動車の運転により人を死傷させる行為等の処罰に関する法律（自動車運転死傷行為処罰法）
- 国際連合安全保障理事会決議第千二百六十七号等を踏まえ我が国が実施する財産の凍結等に関する特別措置法（財産凍結法）
- 治安維持法 ※

### 刑事手続
- 刑事訴訟法
- 裁判員の参加する刑事裁判に関する法律（裁判員法）
- 交通事件即決裁判手続法
- 配偶者からの暴力の防止及び被害者の保護等に関する法律（DV防止法）
- 犯罪捜査のための通信傍受に関する法律
- 犯罪被害者等基本法
- 刑事補償法
- 陪審法 △
- 少年法
- 死体解剖保存法

### 矯正保護
- 刑事施設及び受刑者の処遇等に関する法律
- 監獄法 ※
- 少年院法
- 執行猶予者保護観察法 ※
- 心神喪失等の状態で重大な他害行為を行った者の医療及び観察等に関する法律（心神喪失者医療観察法）
- 更生保護法
- 更生保護事業法
- 犯罪者予防更生法 ※
- 恩赦法

## 道路交通関連法規
- 道路交通法
- 道路運送法
- 道路運送車両法

## 知的財産権法
- 特許法
- 実用新案法
- 意匠法
- 商標法
- 不正競争防止法
- 種苗法
- 半導体集積回路の回路配置に関する法律（半導体回路配置保護法）
- 著作権法
- 映画の盗撮の防止に関する法律（映画盗撮防止法）
- 著作権等管理事業法
- 弁理士法

## 産業法
産業法令一覧も参照

### 通則
- 私的独占の禁止及び公正取引の確保に関する法律（独占禁止法）
- 下請代金支払遅延等防止法（下請法）
- 不当景品類及び不当表示防止法（景表法、景品表示法）
- 中小企業等協同組合法
- 技術士法
- 計量法
- 物価統制令
- 国家総動員法 ※

### 農林水産業
- 食糧管理法※
- 主要食糧の需給及び価格の安定に関する法律（食糧法）
- 農業基本法 ※
- 食料・農業・農村基本法
- 飼料の安全性の確保及び品質の改善に関する法律（飼料安全法）
- 農薬取締法
- 遊漁船業の適正化に関する法律
- 獣医師法
- 獣医療法
- 家畜改良増殖法
- 家畜商法
- 競馬法
- 農業倉庫業法
- 化製場等に関する法律
- 卸売市場法
- 米穀の新用途への利用の促進に関する法律

### 工業
- 化学物質の審査及び製造等の規制に関する法律
- 火薬類取締法
- 高圧ガス保安法
- 工業用水法
- 使用済自動車の再資源化等に関する法律（自動車リサイクル法）
- 電気事業者による新エネルギー等の利用に関する特別措置法
- 電気事業法
- 熱供給事業法
- ガス事業法
- 水道法
- 鉱山保安法
- 深海底鉱業暫定措置法
- エネルギーの使用の合理化等に関する法律
- 特定ガス消費機器の設置工事の監督に関する法律
- 液化石油ガスの保安の確保及び取引の適正化に関する法律
- 武器等製造法
- 原子力基本法
- 核原料物質、核燃料物質及び原子炉の規制に関する法律
- 放射性同位元素等の規制に関する法律
- 小型自動車競走法
- 自転車競技法
- モーターボート競走法
- 電気工事士法
- 航空機製造事業法

### 金融法・保険
- 金融商品取引法 - Category:金融商品取引法
- 貸金業法
- 出資の受入れ、預り金及び金利等の取締りに関する法律（出資法）
- 保険業法
- 銀行法
- 信託法
- 投資信託及び投資法人に関する法律
- 信用金庫法

### 建築
- 建築基準法
- 建設業法
- 建築士法
- 宅地建物取引業法（宅建業法）
- 住宅の品質確保の促進等に関する法律（品確法）
- マンションの管理の適正化の推進に関する法律（マンション管理適正化推進法）
- 高齢者、障害者等の移動等の円滑化の促進に関する法律（バリアフリー新法）
- 警備業法
- 建設機械抵当法

### 運輸
- 軌道法
- 陸上交通事業調整法
- 高齢者、身体障害者等の公共交通機関を利用した移動の円滑化の促進に関する法律（交通バリアフリー法）※
- 帝都高速度交通営団法 ※
- 鉄道営業法
- 鉄道軌道整備法
- 鉄道国有法 ※
- 鉄道敷設法 ※
- 鉄道事業法
- 新幹線鉄道における列車運行の安全を妨げる行為の処罰に関する特例法（新幹線特例法）
- 全国新幹線鉄道整備法（全幹法）
- 日本国有鉄道経営再建促進特別措置法（国鉄再建法）※
- 旅客鉄道株式会社及び日本貨物鉄道株式会社に関する法律（JR会社法）
- 東京地下鉄株式会社法
- 高速道路株式会社法
- 道路運送法
- 道路運送車両法
- 貨物自動車運送事業法
- 倉庫業法
- 船舶職員及び小型船舶操縦者法
- 船舶法
- 小型船舶の登録等に関する法律
- 海上運送法
- 船員法
- 港湾運送事業法
- 海上交通安全法
- 海上衝突予防法
- 港則法
- 水先法
- 海難審判法
- 船舶安全法
- 航空法
- 航空機抵当法
- 空港法
- 特定タンカーに係る特定賠償義務履行担保契約等に関する特別措置法

### 電気通信
電気関係法令も参照
- 電気通信事業法
- 放送法
- 電気通信役務利用放送法 ※
- 電波法
- 電波監理委員会設置法 ※
- 特定電気通信役務提供者の損害賠償責任の制限及び発信者情報の開示に関する法律（プロバイダ責任制限法）
- 情報処理の促進に関する法律

## 医事法

### 医療の基本に関する法
- 医療法
- 医薬品、医療機器等の品質、有効性及び安全性の確保等に関する法律（医薬品医療機器法、旧：薬事法）

### 医療従事者に関する法
- 医師法
- 保健師助産師看護師法
- 薬剤師法
- 歯科医師法
- 歯科衛生士法
- 歯科技工士法
- 臨床検査技師等に関する法律
- 救急救命士法
- 理学療法士及び作業療法士法

### 医療対象者に関する法律

#### 妊娠・出産
- 優生保護法△
- 母体保護法
- 母子保健法
- 特定生殖補助医療等に関する法律

#### 障害者
- 障害者基本法
- 知的障害者福祉法
- 身体障害者福祉法
- 臓器の移植に関する法律
- 精神保健及び精神障害者福祉に関する法律
- 障害者の日常生活及び社会生活を総合的に支援するための法律

#### 高齢者
- 老人保健法
- 高齢者の医療の確保に関する法律

#### 平常者
- 予防接種法
- 健康増進法
- がん対策基本法
- 新型インフルエンザ等対策特別措置法

### 薬物及び毒物関連
- 麻薬及び向精神薬取締法
- 大麻取締法
- 覚醒剤取締法
- あへん法
- 毒物及び劇物取締法
- 医薬品、医療機器等の品質、有効性及び安全性の確保等に関する法律（薬機法）
- 二十歳未満ノ者ノ飲酒ノ禁止ニ関スル法律
- 二十歳未満ノ者ノ喫煙ノ禁止ニ関スル法律

## 外事
- 国際連合平和維持活動等に対する協力に関する法律（PKO協力法）
- イラクにおける人道復興支援活動及び安全確保支援活動の実施に関する特別措置法（イラク特措法）△
- 平成十三年九月十一日のアメリカ合衆国において発生したテロリストによる攻撃等に対応して行われる国際連合憲章の目的達成のための諸外国の活動に対して我が国が実施する措置及び関連する国際連合決議等に基づく人道的措置に関する特別措置法（テロ対策特別措置法）△
- テロ対策海上阻止活動に対する補給支援活動の実施に関する特別措置法（新テロ特措法）△

## 特別災害関連
- 福島復興再生特別措置法
- 東日本大震災復興基本法
- 東京電力福島原子力発電所事故調査委員会法※
- 北海道旧土人保護法※
- 義援金に係る差押禁止等に関する法律
  - 自然災害義援金に係る差押禁止等に関する法律
  - 令和2年度特別定額給付金等に係る差押禁止等に関する法律

## その他
- アイヌ文化の振興並びにアイヌの伝統等に関する知識の普及及び啓発に関する法律（アイヌ文化振興法）※
- アイヌの人々の誇りが尊重される社会を実現するための施策の推進に関する法律（アイヌ新法）

### 国会に提出された法案
衆議院は第142回国会（2008年）以後など概ねインターネットによる情報提供が始まった時期、以後のものである。
- 衆議院「衆法・衆議院議員提出法律案」
- 参議院「議案情報」
- 内閣「閣法・内閣提出法律案」
  - 公正取引委員会「国会提出法案」
  - 警察庁「国会提出法案」
- 内閣官房「国会提出法案」
- 内閣府「国会提出法案」
  - 金融庁「国会提出法案等」
  - 消費者庁「国会提出法案」
- 総務省「国会提出法案」
- 法務省「国会提出法案など」
- 外務省「法律案一覧」
- 財務省「国会提出法案」
- 文部科学省「国会提出法律」
- 厚生労働省「国会提出法案」
- 農林水産省「国会提出法律案」
- 林野庁「国会提出法律案関連」
- 経済産業省「国会提出法律案」
- 国土交通省「国会提出法律案」
- 環境省「国会提出法律案」
- 防衛省「国会提出法案」

### 国会で成立した法律
- 衆議院「制定法律」-国会で成立した法律の本文情報を掲載（第1回国会以降のすべてを掲載）